# Wohnsiedlung Heuried

Vorgängersiedlung Heuried. Photo von Werner Friedli, 1945

Die Wohnsiedlung Heuried ist eine kommunale Wohnsiedlung der Stadt Zürich an der Birmensdorferstrasse in Wiedikon. Die Siedlung war ab 1974 teilweise bezugsbereit. Sie ersetzt eine ältere Siedlung, die aus 60 Reihenhäusern bestand.

## Bauwerk
Die Siedlung liegt bei der Tramhaltestelle «Talwiesenstrasse» am Rande von Alt-Wiedikon zurückgesetzt von der Birmensdorferstrasse. Sie wird von der Talwiesenstrasse, dem Höfliweg und dem Ziegeleiweg eingeschlossen. Die neun Mehrfamilienhäuser mit Flachdach haben acht bis zehn Stockwerke und sind in zwei Zeilen entlang eines Innenhofes mit Spielplatz angeordnet. Die Überbauung mit 145 Wohnungen wird durch einen Doppelkindergarten und einem Tageshort ergänzt. Unter ihr befindet sich eine Tiefgarage für 296 Autos.